# Dichapetalaceae
Dichapetalaceae — родина квіткових рослин, що складається з 3 родів і близько 170 видів. Представники цієї родини — дерева, кущі або ліани, що зустрічаються в тропічних і субтропічних регіонах світу. Вид Dichapetalum cymosum з Південної Африки дуже отруйний через фторацетат.